# San Lak Mueang (Sukhothai)

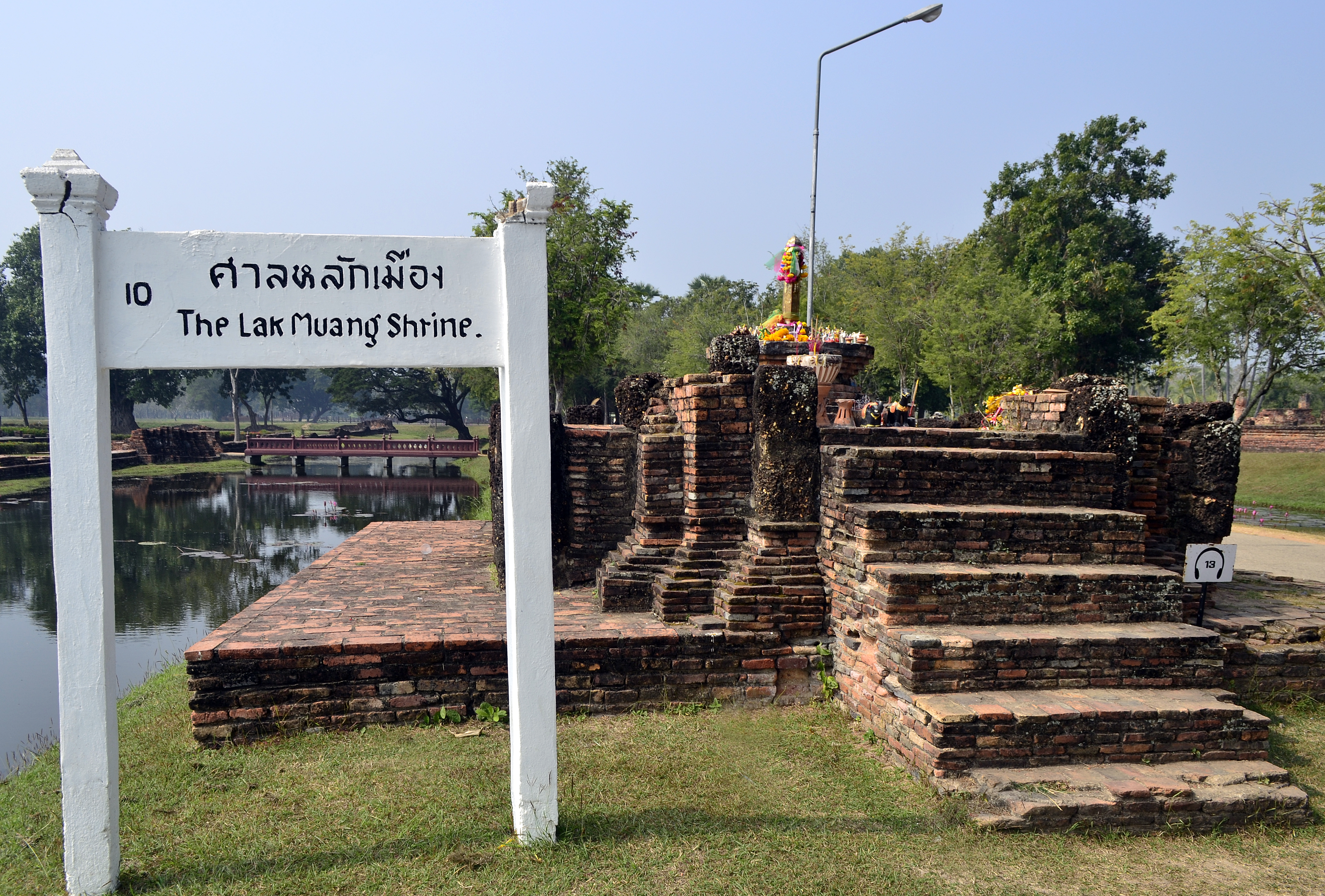
San Lak Mueang
(Zustand Dezember 2013)

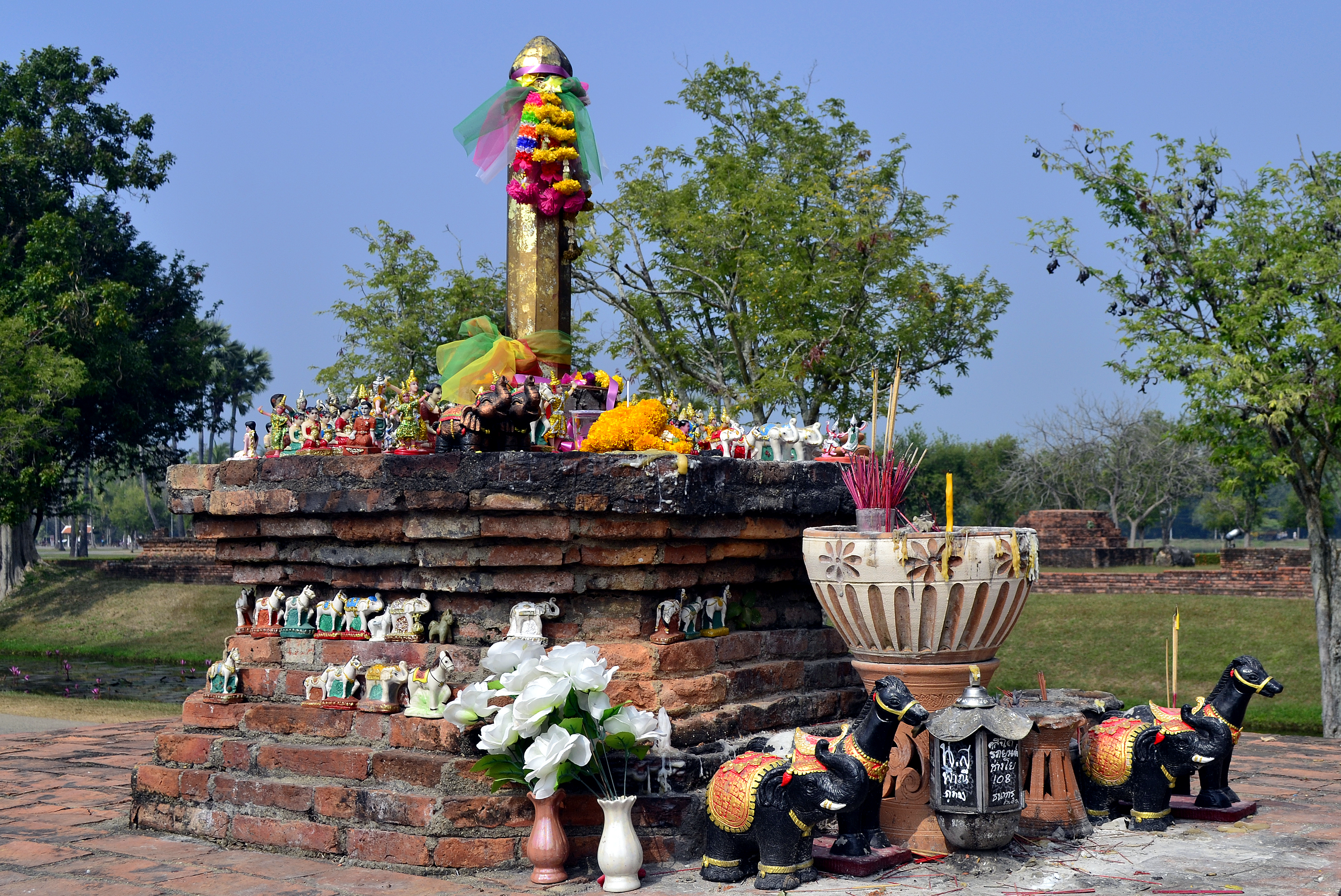
San Lak Mueang
(Zustand Dezember 2013)

San Lak Mueang, auch San Klang Mueang, war möglicherweise der Schrein des so genannten Lak Mueang (in Thai: หลักเมือง), des „Stadtpfeilers“ (engl. „City Pillar“) der historischen Altstadt von Sukhothai. Die teilrestaurierte Ruine befindet sich im UNESCO-Weltkulturerbe Geschichtspark Sukhothai in Thailand.

## Beschreibung
Das kleine Gebäude liegt unmittelbar nördlich des den Wat Mahathat umgebenden Wassergrabens. Es ist aus Backsteinen konstruiert. Sein quadratisches Fundament trägt ein von Lateritsäulen umgebenes Podest, auf dem sich eine oktogonale Säule mit einem Kapitell in Form einer Lotosknospe befindet. Das Podest kann von Osten her über eine Treppe begangen werden. Ursprünglich stand die Säule in einem hölzernen Schrein, der ein mit Ziegeln gedecktes Dach trug.

## Entdeckung und Befundtheorie
Die Theorie, dass es sich bei dem in der Regierungszeit des Königs Vajiravudh (Rama VI., 1910 bis 1925) bei Ausgrabungen unter der Leitung von Phraya Wichian Prakan entdeckten Bauwerks um den Schrein des Stadtpfeilers handeln könnte, geht auf die damaligen Fund- und Befundumstände zurück. Unter den Funden befanden sich jeweils zwei Säulen aus Laterit an den vier Ecken des Fundaments und eine nicht entzifferbare steinerne Platte, die der König als graphisches Horoskop der Stadt interpretierte. Im Zusammenhang mit einer Vertiefung im Zentrum der Anlage glaubte man ferner, dass an dieser Stelle der alte Stein bewusst vergraben worden sein könnte und sprach den Befund kurzerhand als Ruine des „Stadtpfeilerschreins“ an.
Diese Hypothese gilt jedoch als ungesichert. Zum einen ist die Errichtung von Stadtpfeilerschreinen völlig untypisch für die Sukhothai-Ära, zum anderen fehlen schriftliche Quellen, die die Existenz eines solchen Schreins an dieser Stelle belegen.

## Stadtpfeilerschreine
Dessen ungeachtet hat die Theorie Einzug in die lokalen Glaubensvorstellungen gehalten. Der mögliche Stadtpfeilerschrein wird von der einheimischen Bevölkerung wie von inländischen Touristen stark frequentiert und bis heute mit Opfern und Votivgaben versehen.
Stadtpfeiler werden im Glauben der Thais als die Plätze verehrt, an denen die Wächtergeister der jeweiligen Orte ihren Wohnsitz haben.